# Gherrie
Gherrie war ein Längenmaß in Kalkutta in Britisch-Indien.
- 1 Gherrie = 5,715 Zentimeter[1]

Die Maßkette war
- 1 Göss/Elle = 2 Haths = 16 Gherries = 48 Ungullees/Zoll = 1 Yard (engl.)[2]